# جبت بكة

شعار جبت بكة

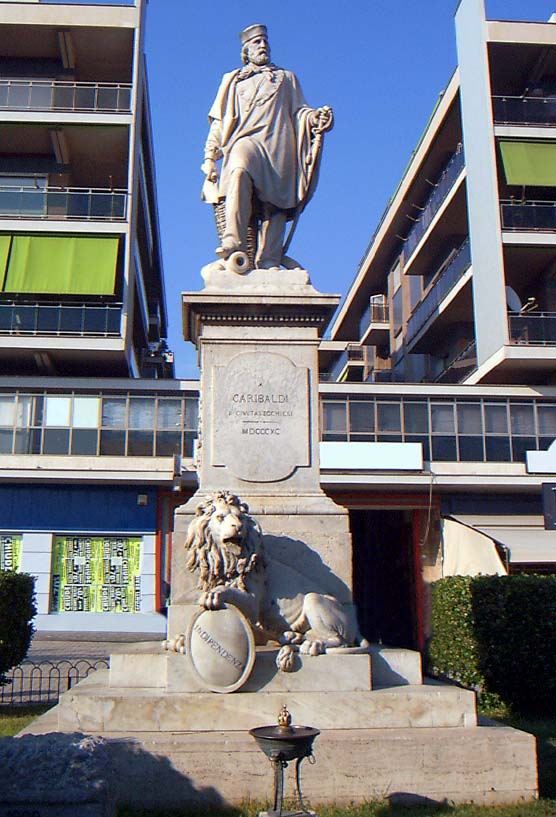
نصب جوزيبي غاريبالدي

جبت بكّة (كما كتب الإدريسي في نزهة المشتاق)، (بالإيطالية: Civitavecchia - - تسيفيتافيكبا)‏ ، هي مدينة وسط إيطاليا في مقاطعة روما ضمن إقليم لاتسيو يبلغ سكانها 51.119 نسمة، تقع على بعد 80 كم شمال غرب روما، مطلة على البحر التيراني وميناءها ذو أهمية كبيرة ويعتبر حلقة وصل بين أهم موانئ البحر المتوسط، كما تشتهر بصيد الأسماك.
أسست كموقع من قبل الأتروسكان ولم تصبح مدينة حقيقية إلا سنة 103 ق.م على يد الرومان. تعرضت لقصف الحلفاء في الحرب العالمية الثانية لم تسلم منه المباني التاريخية. ويوجد بالمدينة معالم مهمة مثل قلعة ميكلانجلو، والحصن، وكاتدرائية سان فرانشسكو داسيزي.

## المناخ
يظهر الجدول التالي التغييرات المناخية على مدار السنة لجبت بكّة:
| البيانات المناخية لـتشيفيتافيكيا  | البيانات المناخية لـتشيفيتافيكيا | البيانات المناخية لـتشيفيتافيكيا | البيانات المناخية لـتشيفيتافيكيا | البيانات المناخية لـتشيفيتافيكيا | البيانات المناخية لـتشيفيتافيكيا | البيانات المناخية لـتشيفيتافيكيا | البيانات المناخية لـتشيفيتافيكيا | البيانات المناخية لـتشيفيتافيكيا | البيانات المناخية لـتشيفيتافيكيا | البيانات المناخية لـتشيفيتافيكيا | البيانات المناخية لـتشيفيتافيكيا | البيانات المناخية لـتشيفيتافيكيا | البيانات المناخية لـتشيفيتافيكيا |
| الشهر                             | يناير                            | فبراير                           | مارس                             | أبريل                            | مايو                             | يونيو                            | يوليو                            | أغسطس                            | سبتمبر                           | أكتوبر                           | نوفمبر                           | ديسمبر                           | المعدل السنوي                    |
| --------------------------------- | -------------------------------- | -------------------------------- | -------------------------------- | -------------------------------- | -------------------------------- | -------------------------------- | -------------------------------- | -------------------------------- | -------------------------------- | -------------------------------- | -------------------------------- | -------------------------------- | -------------------------------- |
| متوسط درجة الحرارة الكبرى °م (°ف) | 12.8 (55.0)                      | 13.1 (55.6)                      | 14.6 (58.3)                      | 16.7 (62.1)                      | 20.3 (68.5)                      | 23.6 (74.5)                      | 26.5 (79.7)                      | 27.0 (80.6)                      | 24.9 (76.8)                      | 21.4 (70.5)                      | 17.0 (62.6)                      | 13.9 (57.0)                      | 19.3 (66.8)                      |
| متوسط درجة الحرارة الصغرى °م (°ف) | 7.1 (44.8)                       | 7.4 (45.3)                       | 8.5 (47.3)                       | 10.6 (51.1)                      | 14.3 (57.7)                      | 17.5 (63.5)                      | 20.3 (68.5)                      | 20.5 (68.9)                      | 18.5 (65.3)                      | 15.2 (59.4)                      | 11.1 (52.0)                      | 8.1 (46.6)                       | 13.3 (55.9)                      |
| الهطول مم (إنش)                   | 94 (3.7)                         | 71 (2.8)                         | 51 (2.0)                         | 53 (2.1)                         | 43 (1.7)                         | 18 (.7)                          | 10 (.4)                          | 25 (1)                           | 56 (2.2)                         | 84 (3.3)                         | 89 (3.5)                         | 71 (2.8)                         | 670 (26.2)                       |
| المصدر:                           |                                  |                                  |                                  |                                  |                                  |                                  |                                  |                                  |                                  |                                  |                                  |                                  |                                  |

## السكان
في سنة 1871 بلغ عدد السكان 9٬718 نسمة، وتطور العدد ليصل في سنة 2011 لـ 51٬229 نسمة.
يظهر هذا المخطط البياني تطور النمو السكاني لـجبت بكّة

## توأمة
لتشيفيتافيكيا اتفاقيات توأمة مع كل من:
- بيت لحم
- إيشينوماكي
- نانتونغ
- تيفات

## أعلام
- جوليانو جيما
- مانويل بيريرا دي سامبايو
- مانويلي بلازي
- غوليلمو ناسي
- كورنيلوس
- فابريزيو ميلارا
- فيتوريو تاماغنيني
- إريكا بيلو
- جيوفاني براموكسي
- جوليو ساراودي